# 小行星6608
小行星6608（6608 Davidecrespi）是一颗绕太阳运转的小行星，为主小行星带小行星。该小行星于1991年11月发现。

## 轨道参数
小行星6608的轨道半长轴为366 711 982 km，2.4512833 UA，离心率为0.193。